# علی کاظمی (نماینده مجلس افغانستان)
سید علی اکبر کاظمی (زاده ۱۳۵۰ ولسوالی سرخ پارسا ولایت پروان) سیاستمدار افغانستان و نماینده مردم ولایت کابل در دوره شانزدهم مجلس نمایندگان است. وی در مجلس شانزدهم نمایندگان افغانستان عضو کمیسیون امور بین‌المللی می‌باشد.

## زندگی‌نامه
سید علی اکبر کاظمی زاده ۱۳۵۰ از ولسوالی سرخ پارسا ولایت پروان می‌باشد. تحصیلات متوسطه خود را در لیسه/دبیرستان حبیبیه به اتمام رسانید و توانست در سال ۱۳۷۱ به دانشکده طب دانشگاه کابل راه پیدا کند. وی تحصیلات خود را تا سال ۱۳۷۵ ادامه داد اما با ورود طالبان تحصیلات خود را ناتمام گذاشت و با سقوط طالبان در سال ۱۳۸۱ توانست لیسانس در رشته علوم انسانی را کسب کند. وی در سال ۱۳۶۶ وارد جبهه جنگ شد و همزمان با ورود به دانشگاه کابل فعالیت سیاسی خود را آغاز کرد و در سال ۱۳۸۳ وارد حزب اقتدار ملی شد و پس از ترور سید مصطفی کاظمی در سال ۱۳۸۶ رهبری این حزب را بر عهده گرفت.

## دیگر فعالیت‌ها
دیگر فعالیت‌های ایشان:
- صاحب امتیاز هفته‌نامه اقتدار ملی
- رهبری حزب اقتدار ملی.